# Nicolas Spierinc

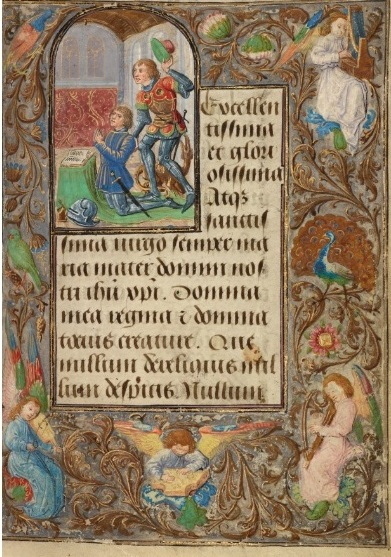
Gebedenboek van Karel de Stoute, f6r, Karel de Stoute wordt door St. Joris aan de Heilige Maagd (f5v) gepresenteerd.

Nicolas Spierinc of Nicolas Spierinck was een Vlaamse schrijver en boekverluchter die actief was in Gent tussen 1455 en 1499.

## Biografie
Zijn familie was afkomstig uit Zwijndrecht in het Waasland en we vinden de naam Spierinc vermeld in de belastingdocumenten van verschillende gemeenten uit het Waasland vanaf 1376 en doorheen de 15e eeuw. Hij onderhield waarschijnlijk kontakten in de streek en bezat, zoals zijn zoons Nicolas de Jongere en Thomas, eigendommen in Zwijndrecht en andere plaatsen in het Waasland. Gezien er geen directe verbinding was met Antwerpen richtte hij zich voor zijn opleiding en carrière op Gent, waar we hem voor het eerst tegenkomen in een belastingregister van 1453 voor een eigendom in de Heilige Catharinastraat in de Sint-Jacobs-parochie. In deze akte en in de latere documenten waarin hij vernoemd wordt, gebruikte men de titel “meester”, wat erop wijst dat hij “meester in de kunsten” was geworden voor 1453.
Op 31 januari 1455 schreef hij zich in aan  de faculteit geneeskunde aan de Universiteit van Leuven. Een zekere Jean Spierinc, mogelijk een oom van Nicolas, was in die tijd professor aan de faculteit. Jean Spierinc was een arts en raadgever van Filips de Goede en Karel de Stoute. Ook onder Maximiliaan van Oostenrijk en Filips de Schone was hij nog als arts actief aan het hof. Het is niet zeker dat Nicolas inderdaad geneeskunde wou gaan studeren of dat hij zich inschreef om te kunnen fungeren als scriptor aan de universiteit.
Drie jaar later in juni 1458 duikt hij weer op in Gentse documenten. Het is niet met zekerheid te zeggen of hij zijn medische studie succesvol beëindigde, hij kon al medische wetenschappen hebben gestudeerd voor 1453 gezien zijn “meester in de kunsten” titel, maar niets daarover is zeker. Alleszins op 22 juni 1458 koopt hij een stenen huis in Gent in de buurt van het Sint-Jacobsplein aan de Hoogpoort, toen een van de betere buurten in Gent. Nauwelijks twee jaar later op 20 november 1460, verkoopt hij het huis opnieuw aan Émeric van Bueren, een collega schrijver en verluchter. 
Waar hij daarna verbleef is onduidelijk, maar na de festiviteiten rond het huwelijk van Karel de Stoute met Margaretha van York in 1468, toen hij werkte aan het gebedenboek voor Karel de Stoute, moet hij in nauw contact geweest zijn met Lieven Van Lathem en dat gebeurde waarschijnlijk in Antwerpen, maar het is best mogelijk dat Nicolas Spierinc zich reeds eerder in Antwerpen gevestigd had. In 1469 was hij met Van Lathem op bezoek bij de hertog in Den Haag voor de aflevering van het gebedenboek. Waar hij zich vestigde na zijn verblijf in Den Haag is niet geweten, het kan Antwerpen, Brussel of Gent geweest zijn, maar het is pas in een document van 29 maart 1476 dat hij terug in Gent te lokaliseren is, waar hij een van zijn eigendommen in pand geeft voor een lening ten gunste van het begijnenconvent van Onze-Lieve-Vrouw ten Hoye. Uit het document blijkt dat hij eigenaar was van verschillende huizen in de Gelukstraat in de Sint-Jacobsparochie en zelf in een ervan woonde.
In 1485 kreeg hij een hoogoplopende ruzie met zijn buren nadat zijn zoon Jan, Pieter de zoon van Heyndric van den Doorne, zwaar beledigd had in wat waarschijnlijk een professioneel conflict was. De ruzie werd bijgelegd dankzij de tussenkomst van de prior van het augustijnerklooster  en leden van het pelsmakersgilde en van het kleermakersgilde. De Spierinc’s kregen zware straffen zoals blijkt uit de akte die werd vastgelegd door de schepenen van de keure. Nicolas werd onder meer verplicht een pelgrimage naar Rome te maken en een certificaat af te leveren dat bewees dat hij deze tocht zelf had ondernomen. Hij maakte de reis naar Rome in 1486.
Nicolas Spierinc was getrouwd met Barbara Colfs en ze hadden vijf kinderen: Nicolas de Jongere, Jan, Thomas, Georgette en Clémence.

## Werken
- Gebedenboek van Karel de Stoute, J. Paul Getty Museum, Ms. 37
- Getijdenboek van Maria van Bourgondië, Österreichische Nationalbibliothek Codex Vindobonensis 1857
- Voustre Demeure getijdenboek, Biblioteca Nacional de España Vitr/25/5
- Getijdenboek van Engelbert van Nassau, Bodleian Library, Oxford, Ms Douce 219–220
- Ordonnances de plusieurs estas de chevaliers, escuiers et autres, van Karel de Stoute, waarvan alleen de Ordonnance du premier équyer d’équierie, nu in de ÖNB in Wenen bewaard is gebleven.

- Gemeinsame Normdatei: 135832330
- International Standard Name Identifier: 0000 0000 8273 1747
- Library of Congress Control Number: nr00019642
- Nationale Bibliotheek van Israël: 987007385730805171
- Virtual International Authority File: 78617309
- WorldCat: E39PBJcgByQPQ4MTT7TKyQTvHC